# Christopher O'Sullivan
Christopher O'Sullivan, né le 2 juin 1982 à Cork, est un homme politique irlandais, membre du Fianna Fáil. 
Il est Teachta Dála (élu à la chambre basse du parlement irlandais) pour la circonscription de Cork Sud-Ouest aux élections générales de 2020 et réélu en 2024.